# Кошки-Шемякинское сельское поселение
Кошки-Шемякинское сельское поселение — муниципальное образование в составе Буинского района Республики Татарстан.
Административный центр — село Кошки-Шемякино.

## Население
| 2010 | 2011 | 2012 | 2013 | 2014 | 2015 | 2016 |
| ---- | ---- | ---- | ---- | ---- | ---- | ---- |
| 719  | ↘715 | ↘700 | ↘675 | ↘654 | ↘648 | ↘637 |
| 2017 | 2018 |      |      |      |      |      |
| ↘626 | ↘616 |      |      |      |      |      |

## Населённые пункты
На территории поселения находятся 4 населённых пункта:
- сёла: Кошки-Шемякино, Старые Мертли.
- деревни: Канава, Чувашское Пимурзино.

## География
Реки: Свияга, Чильча, Большая Тельца. Озёра: Албай.